# Model a seguir
Un model de conducta o a seguir és una persona el comportament de la qual, exemple o èxit és o pot ser emulat per altres, especialment pels més joves. També se li sol dir referent.
El terme model a seguir se li atribueix al sociòleg Robert K. Merton, que va encunyar la frase durant la seva carrera. Merton va plantejar la hipòtesi que els individus es comparen amb grups primaris de referència de persones que ocupen el paper social a què aspira l'individu. Un exemple és la manera com els aficionats joves idolatren i imiten els atletes professionals o artistes de l'entreteniment.
A la segona meitat del segle xx, els defensors de l'equitat al lloc de treball als Estats Units van popularitzar el terme i el concepte de model a seguir. Es veia com a part d'un lèxic de capital social més ampli, que també inclou termes com a sostre de vidre, xarxes, tutoria i guardià que serveixen per identificar i abordar els problemes que impedeixen l'èxit professional als grups no dominants. Posteriorment, el corrent principal en la literatura empresarial va adoptar els termes i conceptes, promovent-los com a camins cap a l'èxit per a tots els professionals. El 1970 aquests termes no eren al vocabulari americà general; a mitjan dècada de 1990 s'havien convertit en part de les converses quotidianes. Encara que la frase model a seguir ha estat criticat més recentment com a “desactualitzat”, el terme i la seva responsabilitat associada encara és prominent en la consciència pública com una frase d'ús comú, i una “presència poderosa” a la indústria de l'entreteniment i els mitjans.
Els models a seguir també poden ser nacionals, per exemple, els polítics i intel·lectuals xilens van tenir França com el principal model a seguir durant gran part del segle xix fins que es van enfocar a Alemanya les últimes dècades del segle.

## Efecte sobre l'oportunitat i elecció de carrera
Segons la historiadora Pamela Laird, els models a continuar elegits per una persona poden tenir un impacte considerable a les seves oportunitats i eleccions professionals. La idoneïtat d'un model que cal seguir depèn, en part, de la similitud percebuda per l'admirador amb el model, que ha de proporcionar una imatge d'un objectiu ambiciós però realista. Per exemple, Laird suggereix que Benjamin Franklin va servir com a model a seguir per a innombrables homes de negocis blancs del segle xix, inclosos persones notables com Thomas Mellon, BF Goodrich i Frederick Weyerhäuser. Laird proposa que la manca de punts en comú entre els possibles models a seguir i els admiradors va tenir un impacte en les oportunitats per a les minories i les dones nord-americanes a avançar professionalment. Això va estimular els esforços de finals del segle XX per desenvolupar models adequats per a aquests grups.

## Models a seguir de celebritats
L'abast cada vegada més gran dels mitjans de comunicació en la cultura popular ha elevat certes celebritats a la fama mundial. Aquest apogeu de la cobertura dels mitjans i l'exposició constant a aquestes persones va resultar en un canvi de mentalitat cap a les celebritats tant en adults com en joves. Segons una enquesta de professors del Regne Unit realitzada el 2008 per l'Associació de Professors i Conferencistes, els joves van triar amb més freqüència estrelles de l'esport com a models a seguir, seguits de les estrelles del pop. No obstant això, molts simplement aspiraven a ser “famosos per ser famosos”, creient que es podia accedir fàcilment a la fama i la fortuna a través de la televisió de realitat.

## Models de conducta familiars i comunitaris
Els pares i altres adults a la família constitueixen models a seguir que influeixen significativament en les “aspiracions d'educació i formació, l'autoeficàcia en la tasca i l'expectativa d'una carrera empresarial” d'una persona.
Els models comunitaris a seguir sovint es passen per alt i són escassos. Els mestres omplen aquest buit i se'ls considera una influència central per a la criança i l'èxit futur d'un nen. [cita requerida] Segons Rita Pierson, els mestres, a causa de la gran quantitat de temps que passen amb els nens, tenen un impacte tan gran en els nens que se'ls aconsella que siguin agradables per tal d'establir relacions emocionals sòlides amb els nens. Alguns models com els de les comunitats occidentals solen ser experts en un camp determinat. En altres, com a les comunitats indígenes, els models a seguir sovint es basen en l'elecció de carrera (com a mestres, metges, etc.), però en demostrar als altres com fer alguna cosa, per exemple, a les comunitats indígenes mexicanes, els pares porten els seus fills des de nounats a la feina.

## Models que cal seguir d'atletes
Hi ha una discussió significativa sobre si els atletes han de ser considerats models a seguir. A alguns atletes se'ls ha demanat que es comportin com si fossin models a seguir per a les seves comunitats locals, i alguns com Hank Greenberg han intentat deliberadament donar un bon exemple però en general s'ha criticat els atletes com a models a seguir a causa del seu nomenament sovint es basa únicament en la capacitat esportiva i no en la moral
S'ha suggerit que la disciplina i el control que mostren contínuament els esportistes al camp de joc porta els espectadors a creure que aquestes mateixes qualitats es mostren també fora del camp. Aquests i altres factors com els elements de competència, entusiasme i èxit són els que fan que la gent els vulgui emular. Charles Barkley ha declarat que creu que els atletes no són les figures que els nens haurien d'emular i que és responsabilitat dels pares ser models a seguir, que el paper és aplicat deliberadament pels mitjans i situa els esportistes com un objectiu inassolible per a la majoria.